# Edi Finger junior

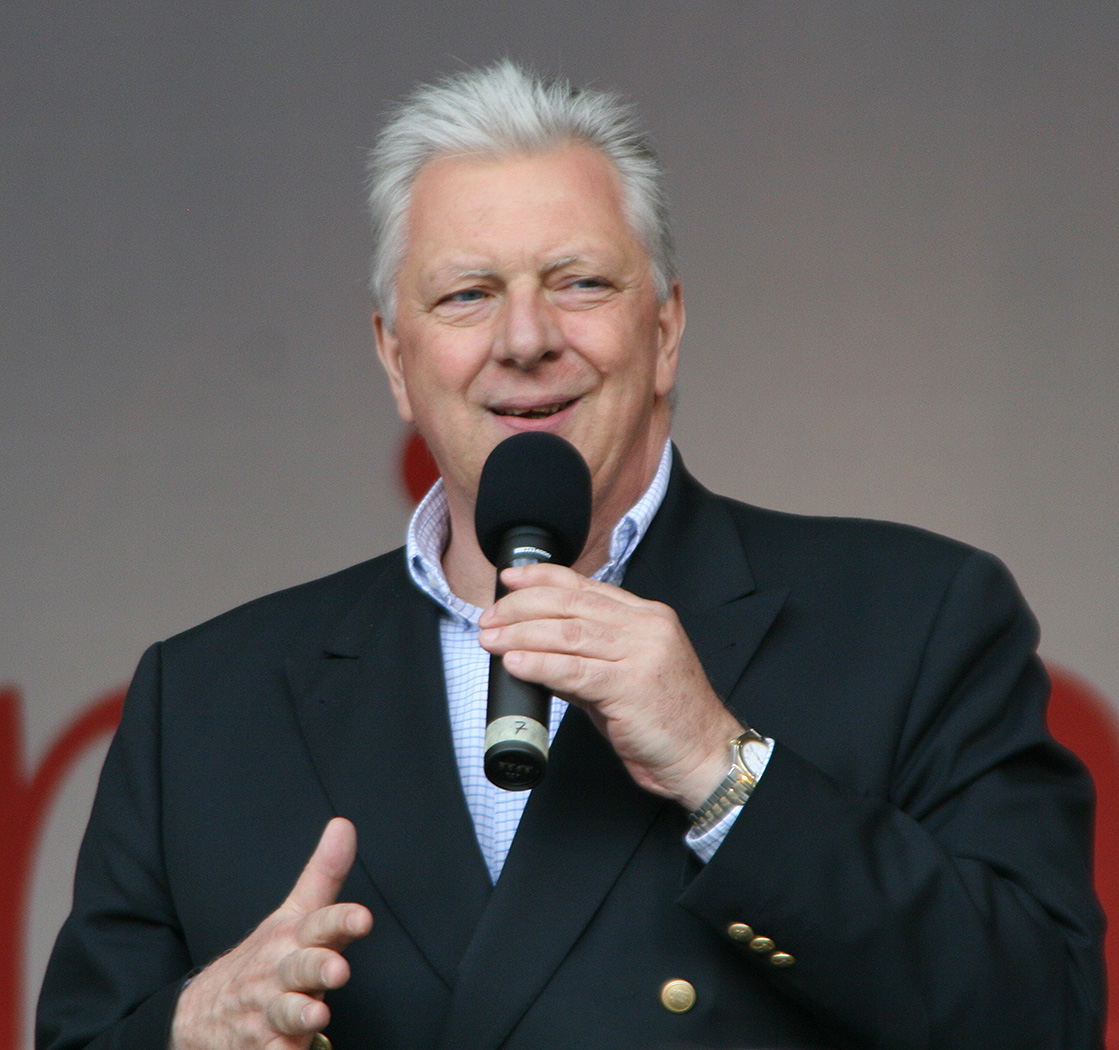
Edi Finger jun. (Wien 2008)

Eduard „Edi“ Finger jun. (* 9. März 1949 in Klagenfurt; † 27. Mai 2021 in Wien) war ein österreichischer Sportjournalist und Radiomoderator bei Radio Wien.

## Leben

### Karriere
Edi Finger junior arbeitete ab Mitte der 1960er-Jahre über Jahrzehnte als Sportreporter für den ORF mit den Schwerpunkten Fußball und Ski Alpin und war ab der Gründung der Sportredaktion von Radio Wien in den 1970er-Jahren für diesen österreichischen Regionalsender als Moderator tätig. Gemeinsam mit seinem Sportreporterkollegen Adi Niederkorn bildete er „das kongeniale Kultduo“ (Der Standard, 2021) Adi und Edi. Ab 2001 fungierten die beiden für den Sportwettenanbieter tipp3 als Testimonials.
Im Jahr 2006 nahm Finger an der zweiten Staffel der ORF-Show Dancing Stars teil. Mit seiner Tanzpartnerin Nicole Kuntner erreichte er den achten Platz.
Im Jahr 2011 ging Finger 62-jährig beim ORF in Pension. Später wurde er für den Privatsender oe24.TV als Sportreporter tätig. Unter anderem kommentierte er 2018 gemeinsam mit Robert Seeger einige Partien der Fußball-Weltmeisterschaft, darunter auch das Endspiel. Ebenso hätte Finger die Fußball-Europameisterschaft 2021, worauf er sich Oe24.at zufolge „wie ein kleines Kind freute“, wieder kommentieren sollen, wozu es durch seinen Tod nicht mehr kommen sollte. Im Jahr 2019 wurde Finger als Leiter der Sportredaktion des in Wien verbreiteten Gratisblattes Das Wien in dessen Impressum geführt, 2020 schrieb er ebendort als Gastautor.

### Familie
Edi Finger junior war bis Anfang 2013 mit Marion Finger verheiratet. Im Oktober 2012 gaben die beiden Eheleute den Medien bekannt, sich scheiden zu lassen, wobei Marion Finger bereits im Juli davor aus dem gemeinsamen Haus in Brunn am Gebirge ausgezogen war. Gemeinsam richteten sie bis zu ihrer Trennung den von Edi Finger ins Leben gerufenen Filmball Vienna aus. Aus der Ehe entstammen der in Familientradition Eduard „Edi“ genannte Sohn und die Tochter Victoria „Vici“. Aus einer weiteren Beziehung hinterlässt Finger zwei weitere Kinder.
Fingers Schwester war die langjährige ORF-Mitarbeiterin Elisabeth „Sissy“ Finger, geboren 1956, die sich während eines Krankenhausaufenthaltes für eine Leukämie-Behandlung mit COVID-19 infizierte und daran, 65-jährig, am 6. Februar 2021 verstarb. Beide waren die Kinder des durch seine Radioreportagen über die österreichischen Grenzen hinaus bekannten Sportreporters Edi Finger senior.

### Tod
Edi Finger junior, der zuletzt in Wiener Neudorf gelebt und in den Tagen davor bereits über starke Rückenschmerzen geklagt hatte, absolvierte am 27. Mai 2021 noch eine Redaktionskonferenz bei oe24. Von daheim wurde er, nach Ingangsetzung der Rettungskette durch seine Angehörigen, mit einem Riss der Aorta in das Wiener AKH gebracht. Dort starb der 72-jährige Finger im Beisein seiner geschiedenen Frau Marion und der beiden Kinder Edi und Victoria.